# Serious Sam: The Second Encounter
A Serious Sam: The Second Encounter egy Sci-fi témájú, némi humorral kevert FPS, amit a horvát Croteam fejlesztett 2002-ben. A játék a Serious Sam: The First Encounter kiegészítője.

## A történet a játék szerint
|  | Alább a cselekmény részletei következnek! |

A történet ott folytatódik, ahol az előző véget ért. Serious Sam Egyiptomból Sirius felé tartott egy űrhajóval, amikor valami belerohant és ezáltal lezuhant valahol Dél-Amerika hegyeinél. NETRICSA szerencsére még kapcsolatba tudott lépni az űrhajó főszámítógépével. Kiderült, hogy Sam egyetlen esélye, ha megszerzi Szent Grált, ugyanis annak a varázserejével indul be a siriusiak tartalék űrhajója. A Szent Grál és az űrhajó is nagyon messze van térben és időben is, de szerencsére a siriusiak hagytak egy-egy teleportot a nagyobb civilizációkban. Sam keresztül harcolta magát a maja építmények között és eljutott a teleport kapuhoz, amit a Maja szélisten, Kukulkán őrzött. Sam miután legyőzte, belépett a kapuba és megérkezett Mezopotámiába. Sam eljutott Bábel Tornyába és legyőzte a benne lakó lárva-szörnyet. Az ottani kapu segítségével eljutott Kelet Európába, i. sz. 1138-ba. Egy kastélyban talált könyv szerint a Grál egy Arc-Al-Magi nevű varázsló-klán rejtek helyén van, de Mental már sajnos elvitte onnan a Arc-Al-Magik egyetlen templomához. Sam oda ment és már majdnem belépett a templomba, amikor Mental ráküldte Mordekait, a megidézőt. Ez egy elég erős varázsló volt, akit Mental támasztott fel. Sam ismét visszaküldte a sírba, megszerezte a Szent Grált és elhagyta a Föld bolygót.
|  | Itt a vége a cselekmény részletezésének! |

## Helyszínek
A játék három ókori helyen játszódik:
Dél-Amerika, Maja városok:
1. Sierra de Chiapas
2. Jaguar völgy
3. Az Istenek Városa
4. Kígyó udvarok
5. A verem

Mezopotámia:
1. Ziggurat
2. Az Elefánt Átrium
3. Gilgamesh udvarai
4. Bábel Tornya

Lengyelország:
1. A Fellegvár
2. Átkozottak Földje
3. A Nagy Katedrális

## Fegyverek
A fegyverek ugyanazok, mint a The First Encounterben, de van három új fegyver.
- Katonai kés
- Schofield .45 w/ TMLU
- .12-es kaliberű felhúzós puska
- Duplacsövű puska
- XM214-A minigun
- M1-A2-es Thompson géppisztoly
- XPML21-es rakétavető
- MKIII-as gránátvető
- XL2-es lézerfegyver
- SBC ágyú

És a három új fegyver:
- P-LAH 'Csonttörő' láncfűrész
- XOP lángszóró
- RAPTOR 16mm-es mesterlövészpuska
- Komoly bomba

## Ellenfelek
Az ellenfelek Mental (az idegenek vezére) seregének katonái (nyolc új):
- Lefejezett rakétás
- Lefejezett petárdás
- Lefejezett bombázó
- Lefejezett kamikaze
- Hím gnaar
- Nőstény gnaar
- Kleer csontváz
- Siriusi bika
- Scythiai boszorkány-hárpia
- Mocsár-ugráló a Rigil Kentaurusról
- Reebai elektromos hal
- Fiatal arachnoid
- Kifejlett arachnoid
- Kis bio-mechanoid
- Nagy bio-mechanoid
- Lávagólem
- Átlagos aludran reptiloid
- Hegyen lakó aludran reptiloid

Újak:
- Zorg katona a Beelmez IV-ről
- Zorg parancsnok a Beelmez IV-ről
- Cucurbito, a sütőtök
- Zumb'ul, a Ras-ad-Nyk bolygóról
- Állóágyú
- Forgóágyú
- Aludran reptiloid, a Hegyen lakó menyasszonya
- Fiendiai reptiloid démon

Főellenfelek:
- Kukulkán, a szélisten
- Exotech lárva
- Mordekai, a megidéző

## Többjátékos mód
A játékban két többjátékos mód van: a Cooperative mód és Fragmatch mód. Akár 16 játékos is játszhat Lanon, Interneten, vagy esetleg egy számítógépnél ülve osztott képernyővel.

## Folytatás
2005-ben megjelent a játék második része a Serious Sam 2.